# Freeke Moes
Freeke Georgette Marie Moes (* 29. November 1998 in Moergestel) ist eine niederländische Hockeyspielerin. 2022 wurde sie Weltmeisterin, 2023 Europameisterin und 2024 Olympiasiegerin.

## Leben
Freeke Moes wurde 2017 Junioren-Europameisterin und erzielte im Turnierverlauf zwei Tore. 2019 war sie Kapitänin der Juniorenauswahl, die bei den Junioren-Europameisterschaften Zweite hinter den Spanierinnen wurde.
Die Angriffsspielerin debütierte im Februar 2019 in der Nationalmannschaft und bestritt 71 Länderspiele, in denen sie 23 Tore erzielte.(Stand 9. August 2024) Bei den wegen der COVID-19-Pandemie erst 2021 ausgetragenen Olympischen Spielen in Tokio gehörte sie mit einer P-Akkreditierung zum Kader, wurde aber nicht eingesetzt.
Ihr erstes großes Turnier als aktive Spielerin war die Weltmeisterschaft 2022 in Amstelveen und Terrassa. Die Niederländerinnen gewannen ihre Vorrundengruppe. Nach dem Viertelfinalsieg über die Belgierinnen in Amstelveen mussten die Niederländerinnen für die Finalspiele nach Terrassa. Im Halbfinale gewann die Mannschaft mit 1:0 gegen die Australierinnen. Im Finale siegten die Niederländerinnen mit 3:1 gegen Argentinien. Freeke Moes wirkte in allen sechs Spielen mit und erzielte im Vorrundenspiel gegen die deutsche Mannschaft und im Viertelfinale jeweils ein Tor.
Im Jahr darauf gewannen die Niederländerinnen bei der Europameisterschaft 2023 in Mönchengladbach alle fünf Spiele. Nach einem 7:0-Halbfinalsieg gegen die Engländerinnen bezwang die Mannschaft im Finale die Belgierinnen mit 3:1. Freeke Moes war in allen fünf Spielen dabei. Ihr einziges Turniertor war das 2:0 im Finale.
Im August 2024 bei den Olympischen Spielen in Paris besiegten die Niederländerinnen im Viertelfinale die Britinnen mit 3:1. Nach einem 3:0-Sieg im Halbfinale gegen die Argentinierinnen gewannen die Niederländerinnen im Endspiel gegen die Chinesinnen im Shootout, nachdem es am Ende der regulären Spielzeit 1:1 gestanden hatte. Freeke Moes war in allen acht Spielen dabei und erzielte in der Vorrunde ein Tor. Im Shootout des Finales war sie die einzige niederländische Schützin, die den Ball nicht ins Tor brachte.
Freeke Moes begann ihre Karriere bei MHC HOCO in ihrer Heimatgemeinde. Danach war sie beim HC Tilburg und von 2016 bis 2020 beim Hockeyclub Oranje-Rood in Eindhoven. Danach wechselte sie zum Amsterdamsche Hockey & Bandy Club.